# 댄스 플릭
《댄스 플릭》(영어: Dance Flick)은 미국에서 제작된 데미언 웨인스 감독의 2009년 액션, 코미디 영화이다. 쇼샤나 부시 등이 주연으로 출연하였고 숀 웨이언스 등이 제작에 참여하였다.

## 출연

### 주연
- 쇼샤나 부시
- 데이몬 웨이언스 주니어

### 조연
- 에센스 앳킨스
- 애피온 크로켓
- 루이스 댈머시 주니어
- 크리스 엘리엇
- 크리스티나 머피

## 제작진
- 미술: 애론 오스본
- 세트: 제니퍼 M. 겐타일
- 의상: 주디 L. 러스킨
- 배역: 리사 비치
- 배역: 사라 카츠만